# Eduard Heine
Heinrich Eduard Heine, född 15 mars 1821 i Berlin, Preussen, död 21 oktober 1881 i Halle an der Saale, Preussen, var en tysk matematiker. Han är känd för resultat inom speciella funktioner och reell analys, speciellt inom klotytefunktioner och Legendrefunktioner, men studerade även hypergeometriska serier och har ett antal matematiska satser uppkallade efter sig, exempelvis Heine-Borels sats och Heine-Cantors sats.

## Biografi
Heine föddes som åttonde barnet till bankiren Karl Heine och hans hustru Henriette Märtens. Han blev först hemundervisad och studerade sedan vid Friedrichswerdersches Gymnasium och Köllnisches Gymnasium i Berlin. Efter studentexamen 1838 började han studera  vid universitetet i Berlin, men flyttade till universitetet i Göttingen för att delta i Carl Friedrich Gauss och Moritz Sterns matematikföreläsningar. År 1840 återvände han till Berlin, där han studerade matematik för Peter Gustav Lejeune Dirichlet, samtidigt som han deltog i klasser av Jakob Steiner och Johann Franz Encke. År 1842 blev han filosofie doktor vid Berlins universitet på en avhandling om differentialekvationer inlämnad med Enno Dirksen och Martin Ohm som handledare. Därefter började han vid universitetet i Königsberg för att delta i Carl Gustav Jacobis matematiska seminarium, samtidigt som han följde matematiska fysikklasser av Franz Ernst Neumann. I Königsberg kom Heine i kontakt med studiekamraterna Gustav Kirchhoff och Philipp Ludwig von Seidel.
År 1850 gifte Heine sig med Sophie Wolff, dotter till en köpman i Berlin, och paret fick fyra döttrar och en son.

## Karriär och vetenskapligt arbete
År 1844 sökte Heine en lärartjänst vid universitetet i Bonn, genomgick sin habilitering och började som privatdozent. Han fortsatte sin forskning i matematik i Bonn och befordrades 1848 till extra ordinarie professor. 
År 1856 flyttade Heine som professor till universitetet i Halle, där han stannade resten av sitt liv. Från 1864 till 1865 tjänstgjorde han som rektor för universitetet. År 1875 erbjöd universitetet i Göttingen Heine en matematikstol men han bestämde sig för att avvisa erbjudandet och stanna kvar i Halle. År 1877, vid hundraårsjubileet av Gauss födelse, tilldelades han Gaussmedaljen för sin forskning.